# نورشتدت
نورشتدت (به آلمانی: Norstedt) یک شهر در آلمان است که در نوردفرایسلند واقع شده‌است.
 نورشتدت  ۴۲۳ نفر جمعیت دارد.